# Зграда Дома културе у Бору
Зграда Дома културе у Бору, седишту града Бора, представља непокретно културно добро као споменик културе.
Данас, зграда Дома културе у Бору припада савременој архитектури, и у свом садржају има музејску, библиотечку, васпитно образовну, организационо-политичку и информативну делатност.

## Архитектура зграде
Зграда Дома културе је модерна архитектонски вишеспратна грађевина у натур бетону и стаклу, са прилазом у два нивоа. Доњи ниво у свом спољнем склопу садржи отворену сцену и седишта у бетону на принципу грчких позоришта. Приземни део горњег нивоа пројектован је по целој својој површини на принципу хола са пратећим помоћним просторијама док је спратни део канцеларијског типа са неколико већих и наткривених тераса. 
Првобитна намена објеката, односно подигнут је да трајно чува сећање на борце НОР-а, који су дали своје животе за ослобођење земље од фашистичког окупатора и у социјалистичкој револуцији 1941 — 1945. године. 